# Šídlatka hnědá
Šídlatka hnědá (Sympecma fusca) je běžný druh vážky z čeledi šídlatkovití. V ČR je hojná téměř po celém území s výjimkou vyšších nadmořských výšek.

## Popis

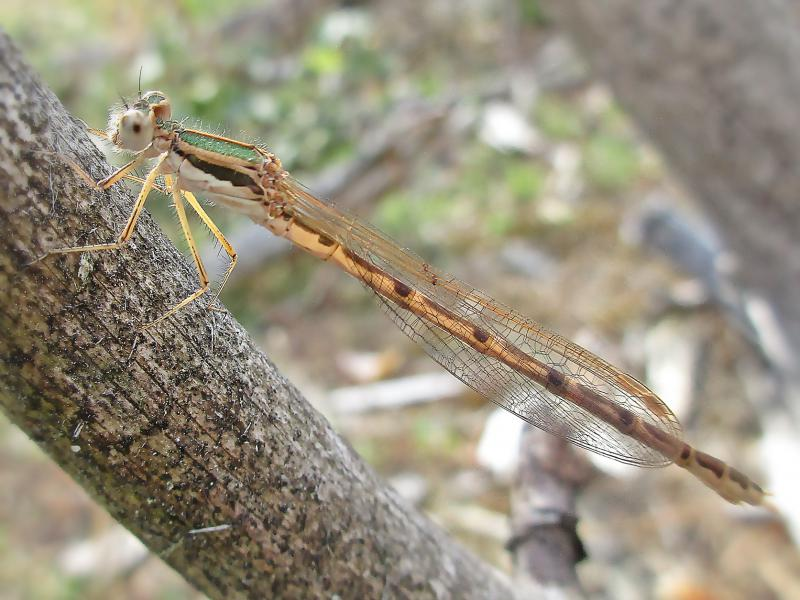
Samička šídlatky hnědé

Délka těla šídlatky hnědé se pohybuje v rozmezí 34–39 mm. Má typicky světle hnědou barvu, přičemž toto zbarvení je podobné u obou pohlaví. Na svrchní části hlavy, hrudi a zadečku se obvykle nacházejí skvrny s tmavším matným leskem, tato kresba může být u starších jedinců méně zřetelná. Spodní část těla je kontrastně světlejší a má krémově hnědé zbarvení.

## Výskyt
Šídlatka hnědá obývá rozsáhlé oblasti v Evropě (s výjimkou Skandinávie a Britských ostrovů) až po západní a střední Asii. V ČR se vyskytuje mozaikovitě po celém území, s výjimkou horských oblastí, a místy je celkem hojná. Často ji najdeme poblíž rybníků, mokřadů, tůní a na slatiništích. Pro tento druh šídlatky je klíčovou podmínkou dostatečné pokrytí makrofytní vegetací, zejména rostlinami s plovoucími listy. Také je důležité, aby bylo k dispozici dostatečné množství odumřelé rostlinné hmoty, například orobince.

## Vývoj

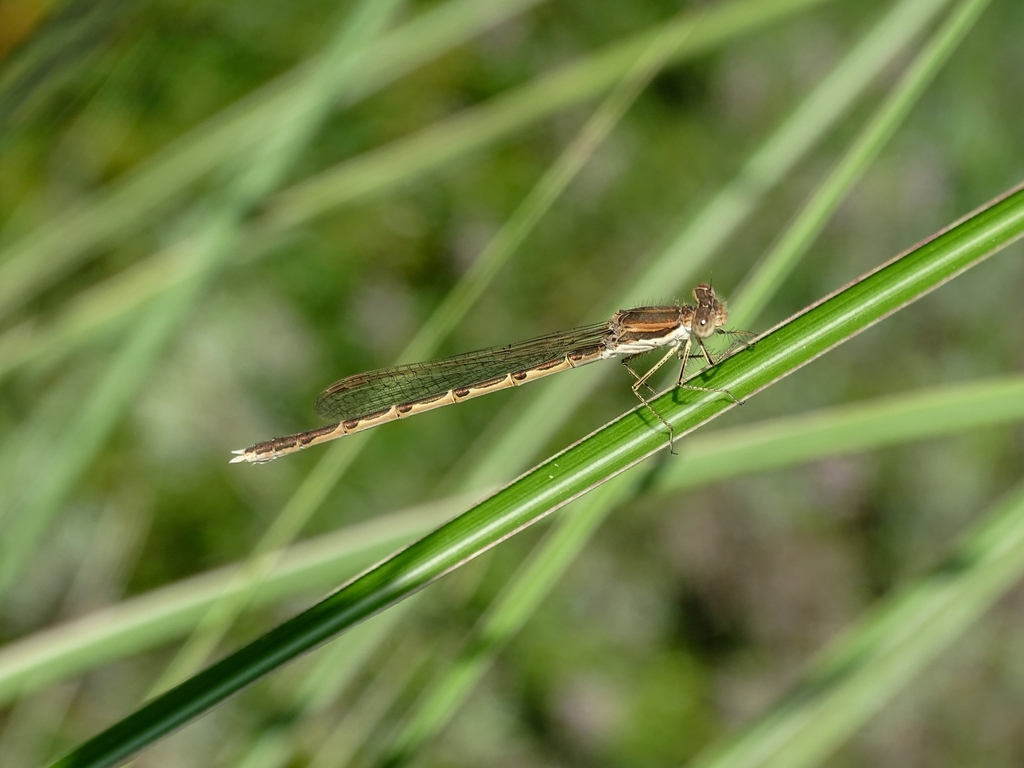
Šídlatka hnědá v trávě

Dospělci šídlatky hnědé žijí velmi dlouho, a to až 10 měsíců. Líhnou se v pozdním létě u vodních nádrží, brzy ale toto prostředí opouštějí a migrují do blízkých křovin a lesů. Jejich jedinečnost spočívá v tom, že jsou jedním z mála druhů, které v ČR přezimují ve stadiu imaga. Během zimy se schovávají mezi listy a trávou. Na jaře se vracejí k vodě, což z nich činí jedny z prvních vážek, které můžeme pozorovat u vodních toků již v prvních jarních slunečných dnech. Kladení vajíček probíhá v tandemu, a to do jak odumírajících, tak živých rostlinných tkání. Larvální vývoj je velmi rychlý, a během léta se líhne nová generace šídlatek.